# Rónald González (Radsportler)
Rónald Javier González Escalante (* 6. März 1981) ist ein venezolanischer Straßenradrennfahrer.
Rónald González wurde 2003 venezolanischer Meister im Einzelzeitfahren der U23-Klasse. In der Saison 2005 gewann er zwei Etappen bei der Vuelta al Táchira und er war auf einem Teilstück der Vuelta al Estado Portugesa erfolgreich. Im nächsten Jahr gewann er die zweite Etappe beim Clasico Aniversario Federacion Ciclista de Venezuela. Bei der Vuelta a Bramon gewann er die zweite Etappe und konnte so auch die Gesamtwertung für sich entscheiden. 2008, 2009 und 2010 gewann González Etappen bei der Vuelta al Táchira und 2009 außerdem die Gesamtwertung.

## Erfolge
2003
- Venezolanischer Meister – Einzelzeitfahren (U23)

2005
- zwei Etappen Vuelta al Táchira

2007
- Mannschaftszeitfahren Vuelta al Táchira (Mannschaftszeitfahren)

2008
- eine Etappe Vuelta al Táchira

2009
- Gesamtwertung und eine Etappe Vuelta al Táchira

2010
- eine Etappe Vuelta a Bolivia

2012
- zwei Etappen Vuelta al Táchira